# Ґільдвін Дольський
Святий Ґільдвін Дольський, де Долі (близько 1052, Комбур — 27 січня 1077, Шартр) — бретонський дворянин, обраний архієпископом у Долі, після смерті його проголосили святим.
Осідок Комбур заклав архієпископ Джунґіні (до 1040 р.), відділивши до 15 парафій від єпархії на користь брата Ріваллона І Дольського, васала Вільгельма І Завойовника, який став комендантом Дольського замку з титулом «лицар-сіґніфер Самсона Дольського, єпископа бретанського».